# Фред: Серија
 Фред: Серија (енгл. Fred: The Show) америчка је хумористичка телевизијска серија коју је Лукас Крукшанк створио за Nickelodeon. Снимљена је једна сезона са укупно 24 епизоде, које су премијерно емитоване од 16. јануара до 3. августа 2012. године. Серија је наставак филмова Fred: The Movie (2010) и Fred 2: Night of the Living Fred (2011), међутим даље снимање је отказано због лоше гледаности и негативних коментара критичара. Радња прати живот и авантуре Фреда Фиглхорна, а главне улоге играли су Лукас Крукшанк, Џејк Вири, Сиобан Фалон Хоган, Данијела Моне и Стефани Кортни.

## Улоге

### Главне
- Лукас Крукшанк као Фред Фиглхорн / Дерф / Фредо / зли Фред / Бејгл Фредерик
- Џејк Вири као Кевин
- Сиобан Фалон Хоган као Хилда Фиглхорн (Фредова мама) / Фредова баба
- Данијела Моне као Берта
- Стефани Кортни као Џенет

### Споредне
- Карлос Најт као Дизел
- Рејчел Кроу као Стар[1][2]
- Пет Крофорд Браун као гђа Хаберстан
- Рајан Потер као Брајан (Фредов најбољи другар)
- Грејси Дзини као Холи

## Епизоде

### Преглед
| Сезона | Сезона | Епизоде | Епизоде | Оригинално емитовање | Оригинално емитовање |
| Сезона | Сезона | Епизоде | Епизоде | Премијера            | Финале               |
| ------ | ------ | ------- | ------- | -------------------- | -------------------- |
|        | 1.     | 24      | 24      | 16. јануар 2012.     | 3. август 2012.      |

### Списак епизода
| Бр. еп. | Наслов                            | Редитељ        | Сценариста                       | Премијера         | Прод. код | Гледаност у САД (милиони) |
| ------- | --------------------------------- | -------------- | -------------------------------- | ----------------- | --------- | ------------------------- |
| 1       | Love Potion                       | Џонатан Џаџ    | Лани Хорн и Џош Силверштајн      | 16. јануар 2012.  | 101       | 3,69                      |
| 2       | Evil Fred, Part 1                 | Џонатан Џаџ    | Дру Хенкок                       | 20. фебруар 2012. | 105       | 3,12                      |
| 3       | Evil Fred, Part 2                 | Џонатан Џаџ    | Дру Хенкок                       | 20. фебруар 2012. | 106       | 3,12                      |
| 4       | Fred the Teen Sitter              | Џонатан Џаџ    | Џош Херман и Адам Шварц          | 24. фебруар 2012. | 103       | 2,38                      |
| 5       | The Expired Cow                   | Џонатан Џаџ    | Дру Хенкок                       | 24. фебруар 2012. | 102       | 2,38                      |
| 6       | Driver's Fred                     | Дејв Пејн      | Лани Хорн и Џош Силверштајн      | 2. март 2012.     | 104       | 2,36                      |
| 7       | Lemon Fred                        | Дејв Пејн      | Џими Хиберт                      | 2. март 2012.     | 107       | 2,36                      |
| 8       | Fred and the Scary Movie          | Џонатан Џаџ    | Џош Херман и Адам Шварц          | 9. март 2012.     | 108       | 1,64                      |
| 9       | Best Freds Forever                | Џонатан Џаџ    | Ед Бедрошан                      | 16. март 2012.    | 109       | 2,00                      |
| 10      | Six Degrees of Kevin's Bacon      | Џонатан Џаџ    | Ентони Фарел                     | 31. март 2012.    | 110       | N/A                       |
| 11      | The Tutor                         | Дејв Пејн      | Лани Хорн и Џош Силверштајн      | 31. март 2012.    | 111       | N/A                       |
| 12      | Class Election, Part 1            | Џонатан Џаџ    | Лани Хорн и Џош Силверштајн      | 6. април 2012.    | 114       | 1,69                      |
| 13      | Class Election, Part 2            | Џонатан Џаџ    | Лани Хорн и Џош Силверштајн      | 13. април 2012.   | 115       | 1,93                      |
| 14      | Fred's All-Nighter                | Дејв Пејн      | Дејв Иленфелд и Дејвид Рајт      | 23. април 2012.   | 112       | N/A                       |
| 15      | UltraMomma                        | Дејв Пејн      | Лани Хорн и Џош Силверштајн      | 24. април 2012.   | 113       | N/A                       |
| 16      | Flour Baby                        | Џонатан Џаџ    | Лора Хаус                        | 25. април 2012.   | 116       | N/A                       |
| 17      | No Clue                           | Дејв Пејн      | Џош Херман и Адам Шварц          | 26. април 2012.   | 117       | N/A                       |
| 18      | The Battle of Little Figglehorn   | Дејв Пејн      | Чак Хејвард                      | 27. април 2012.   | 118       | N/A                       |
| 19      | Fred Gets a Pet                   | Дејв Пејн      | Дејв Иленфелд и Дејвид Рајт      | 30. јул 2012.     | 119       | N/A                       |
| 20      | A Visit From Grandma              | Ленс В. Ланфер | Ејми Енгелберг и Венди Енгелберг | 31. јул 2012.     | 120       | 2,85                      |
| 21      | Fred Gets Trapped                 | Ленс В. Ланфер | Дејв Иленфелд и Дејвид Рајт      | 1. август 2012.   | 121       | N/A                       |
| 22      | Spirit of the 90's                | Ленс В. Ланфер | Лора Хаус                        | 2. август 2012.   | 122       | 2,64                      |
| 23      | Freddy and The Figglettes, Part 1 | Дејв Пејн      | Лани Хорн и Џош Силверштајн      | 3. август 2012.   | 123       | 2,34                      |
| 24      | Freddy and The Figglettes, Part 2 | Дејв Пејн      | Лани Хорн и Џош Силверштајн      | 3. август 2012.   | 124       | 2,34                      |